# Сталь (Красник)
Фабричний спортивний клуб «Сталь» Красник (пол. Fabryczny Klub Sportowy Stal Kraśnik) — польський футбольний клуб з Красника, заснований у 1948 році. Виступає у Третій лізі. Домашні матчі приймає на Міському стадіоні, місткістю 2 000 глядачів.

## Історія назв
- 1948 — Спортивний клуб «Метал» Красник;
- 1951 — ЗС «Сталь» Красник;
- 1957 — РСК «Сталь» Красник;
- 1975 — Фабричний спортивний клуб «Сталь» Красник.